# Hyposmylus punctipennis
Hyposmylus punctipennis is een insect uit de familie watergaasvliegen (Osmylidae), die tot de orde netvleugeligen (Neuroptera) behoort. 
Hyposmylus punctipennis is voor het eerst wetenschappelijk beschreven door Walker in 1860. De soort komt voor in China.